# Яблунковский инцидент
Яблунковский инцидент (пол. Incydent jabłonkowski , чеш. Jablunkovský incident) ссылается на события в ночь с 25 на 26 августа 1939, когда вдоль польско-словацкой границы немецкая абвер-группа агентов атаковала железнодорожную станцию Мосты (ныне территория Чехии) после отмены приказа о вторжении в Польшу. Главная цель атаки была захватом Яблунковского перевала и его ж/д тоннеля, удержание позиций до прихода армии Германии. Польская же армия отбила ранее захваченные точки.
Инцидент послужил прелюдиями перед полномасштабным германских вторжением.
Его окрестили[кто?] как «первая спец. операция Второй мировой».

## Подготовка
Согласно указу Адольфа Гитлера, вторжение в Польшу было запланировано на 4:25, 26 августа 1939.
Однако, 25 августа в 19:30, атака была перенесена. Стало известно, что Британия, в тот же день, подписала пакт с Польшей, по которому обещала применить военную силу в случае нападения.
По плану Германии вторжении в Польшу — Fall Weiss (Белый План), малые группы немцев, одетые в Räuberzivil (рауберцзивил нем. — неподозрительно, в тряпье, гражданская одежда), должны были пересечь границу Польши ночью, занять ключевые точки до рассвета в день вторжения и удерживать позиции ожидая прихода основных сил. Секретный батальон Абвера, которому поручили эту операцию, получил эвфемистическое(нейтральное по смыслу) название — «800 учебно-строительная бригада специального назначения». Группа агентов под командованием лейтенанта Ганса-Альбрехта Герцнера, (позже ставший комендантом Нахтигальского батальона, первого иностранного легиона Вермахта) получили задание подготовить атаку для 7й Пехотной Дивизии путем проникновения через границу. Они смогли захватить ж/д станцию Мосты, Яблунковский перевал. Причиной было не дать взорвать односторонний железнодорожный тоннель, самое короткое соединение Варшавы(столица Польши) и Вены(столицы Австрии).
Яблунковский перевал, который разделял горными хребтами Моравско-Силезские Бексиды и Силезские Бескиды, являлся одним из самых важных транспортных путей в западных Карпатах. В октябре 1938, вместе с территорией Заолезья, аннексированная Второй Польской Республикой; с того дня, Польша контролировала ключевое железнодорожное соединение — Кошице-Богумин. Тоннель в Яблунковском перешейке был его частью.
Германия ясно понимала, что неудача захвата тоннеля послужит серьёзным ударом по скорости передвижения Вермахта на юге Польши.

## Атака
Задачей отряда Абвера, под командованием Герцнера, было захватом двух железнодорожных станций в Мостах, и стратегического тоннеля (захват необходимо было произвести до начала военных действий немецкой армии), нейтрализация подрывных систем, для предотвращения взрыва в любом случае исхода. Так же обеспечить прохождение 7й пехотной дивизии из Мюнхена, что осевшая неподалёку.
Польское командование было полностью осведомлено стратегической важностью тоннеля, потому по поручению 21му саперному батальону из Бельско, под командованием полковника запаса Витольда Пиршела, работающего горным инженером, он был заминирован с июня 1939. Тоннель охранялся солдатами неподалёку находившегося поста пограничной охраны из деревни Сверчиновец и пехотного взвода 4-го Подгальского стрелкового полка. Ближайший аванпост национальной обороны располагался в Тршинце. Летом 1939, каждую ночь, после отбывания последнего поезда, польские саперы вооружались взрывчаткой по обе стороны 300-метрового тоннеля.
Немецкий отряд численностью около 70 агентов, одетых в гражданское (по некоторым данным, их было 24), выдвинулся из Чадцы 25 августа поздно вечером. Ночью они пересекли польско-словацкую границу возле горы Велки-Полом и достигли станции Мосты около 4:00, 26 августа, не зная, что Гитлер отменил свой приказ(на долгую доставку письма сказалась горная местность) и отложил нападение на Польшу до 1 сентября. Немцы заняли позиции на холме возле станции Мосты и начали стрелять по зданию вокзала, а также по дому, где жил директор местной польской школы. В последующие минуты после некоторых боев, захватили станцию и взяли в плен группу рабочих, направлявшихся на Тршинецкий металлургический комбинат. Подразделение абвера понятия не имело, что станция оборудована системой военной связи, расположенной в подвале. Телефонистке удалось вызвать польские войска охранявшие тоннель, и была поднята тревога. Польские часовые, вооруженные пулеметами, заняли позиции на обоих концах тоннеля и установили наблюдательный пункт. Произошла хаотичная перестрелка, после которой немцы поняли, что операция провалилась, и рассеялись по близлежащему лесу. Некоторым нападавшим удалось захватить локомотив и попытаться проникнуть в туннель, но они были отброшены польской полицией . Немцы оставались под шквальным огнем до самого вечера этого дня, даже при отходе в Словакию. Наконец, около полудня 26 августа им удалось полностью покинуть территорию Польши. При всей опасности и неожиданных дополнительных сложностей, всего двое агентов были ранены. Польский историк Томаш Чинчинский из Института национальной памяти признает, что, хотя немцы захватили станцию Мосты, но при этом им не удалось захватить туннель.

## Последствия
После инцидента немецкий генерал-майор Ойген Отт, командующий 7-й пехотной дивизией, которая была сосредоточена в районе Жилины, извинился перед польским генералом Юзефом Кустронем, командиром 21-й горнострелковой дивизии, дислоцированной неподалёку и отвечавшей за охрану границы. Отт утверждал, что акцию организовал «сумасшедший» человек, действовавший в одиночку.
Тоннель в Яблонкове был взорван полковником Витольдом Пиршелем 1 сентября 1939 года, в 06:00, через 75 минут после начала нападения немецкой армии на Польшу (необъявленная война) и за несколько минут до прибытия немецких войск. Железнодорожное сообщение было частично восстановлено в феврале 1940 г., а полностью — в 1941 г.
Этот инцидент стал предупреждением Польских вооруженных сил о том, что вторжение, вероятно, неизбежно, что заставило польское правительство незаметно начать ускорять усилия по мобилизации. Полномасштабная мобилизация ещё не была начата из-за опасений спровоцировать немцев и потенциально разозлить Великобританию и Францию, которые отговаривали польское командование. Польские ВВС рассредоточат большую часть своих действующих самолётов на второстепенных аэродромах, оставив на обычных базах только учебно-тренировочные и недействующие самолёты. Как следствие, в первые пару дней войны Люфтваффе бомбили в основном пустые аэродромы.
- Операция Гиммлер
- Инцидент в Гляйвице
- Взрыв на железнодорожной станции Тарнув
- Бранденбургцы
- Зельбстшуц

## Рекомендации
1. ↑  Oskar Schindler: The Untold Account of His Life, Wartime Activities, and the ... - David Crowe - Google Books. Дата обращения: 17 сентября 2023. Архивировано 26 августа 2023 года.
2. ↑  Canaris: The Life and Death of Hitler's Spymaster - Michael Mueller - Google Books. Дата обращения: 17 сентября 2023. Архивировано 26 августа 2023 года.
3. ↑  Источник. Дата обращения: 17 сентября 2023. Архивировано 29 апреля 2009 года.
4. ↑  History of the German Resistance, 1933-1945 - Peter Hoffmann - Google Books. Дата обращения: 17 сентября 2023. Архивировано 26 августа 2023 года.
5. ↑  Источник. Дата обращения: 17 сентября 2023. Архивировано 4 сентября 2010 года.
6. 1 2  Canaris By Michael Mueller, Geoffrey Brooks, page 155. Дата обращения: 17 сентября 2023. Архивировано 26 августа 2023 года.
7. ↑  Operational Group Bielsko of the Krakow Army. Position Cieszyn — Mosty — Jablonkow Tunnel. Дата обращения: 17 сентября 2023. Архивировано 29 мая 2023 года.
8. ↑  Damian Czerniewicz, Rykoszety historii, czyli… «gdzie padły pierwsze strzały, gdy wybuchła wojna». Odkrywca magazine. Дата обращения: 17 сентября 2023. Архивировано из оригинала 3 марта 2016 года.
9. ↑  Tomasz Chinciński, The Fifth Column. German diversion against Poland. Polityka weekly, August 22, 2006. Дата обращения: 17 сентября 2023. Архивировано 7 августа 2020 года.
10. ↑  «The destruction of Poland comes first». Official webpage of Association Wspolnota Polska Архивная копия от 31 декабря 2022 на Wayback Machine"Major General Eugen Ott, the commander of the 7 of Infantry Division concentrated in this area, sent an expression of regret and apology to General Józef Kustroń, the commander of the Polish 21st Infantry Division. It was described by the German side as an incident «caused by an insane individual»
11. ↑  guide of Silesian Beskid by Mirosław Barański, page 111. Дата обращения: 17 сентября 2023. Архивировано 26 августа 2023 года.
12. ↑  [Case White: The Invasion of Poland; 2019, R. Forczyk, p.92]